# Hato Mayor del Rey
Hato Mayor del Rey è un comune della Repubblica Dominicana di 61.738 abitanti, situato nella Provincia di Hato Mayor, di cui è capoluogo. Comprende, oltre al capoluogo, tre distretti municipali: Yerba Buena, Mata Palacio e Guayabo Dulce.
Dista 110 km dalla capitale Santo Domingo e non affaccia sul mare.